# 平野眞
平野 眞（ひらの しん、1965年12月4日 - ）は、フジテレビジョンドラマ制作センター所属のテレビドラマ演出家。

## 経歴
獨協大学経済学部卒業。
1991年に共同テレビジョン入社。
数年間は鈴木雅之、河野圭太等の下で演出補（アシスタントディレクター）を担当。
その後演出（ディレクター）に昇格し、『ショムニ』、『やまとなでしこ』、『HERO』などを担当。
2002年12月に共同テレビの親会社であるフジテレビへ移籍。
翌年2003年に『ショムニ』で出会った江角マキコと再婚。

## 受賞歴
- 1998年
  - 第17回ザテレビジョンドラマアカデミー賞 監督賞（鈴木雅之､土方政人､徳市敏之と共に）（『ショムニ』）[1]
- 2001年
  - 第28回ザテレビジョンドラマアカデミー賞 監督賞（鈴木雅之､澤田鎌作､加門幾生と共に）（『HERO』）[1]
- 2002年
  - 第33回ザテレビジョンドラマアカデミー賞 監督賞（中江功と共に）（『空から降る一億の星』）[2]
- 2014年
  - 第82回ザテレビジョンドラマアカデミー賞 監督賞（『HERO』）[3][4]

## 主な作品

### 演出
★　メイン作品。特記のないドラマはフジテレビ作品。
- 巡査・今泉慎太郎（1996年）
- 木曜の怪談（1996年）
- 総理と呼ばないで（1997年）
- こんな恋のはなし（1997年）
- 太陽がいっぱい（1998年、関西テレビ）
- ショムニ（1998年、フジテレビ）
- ハッピーマニア（1998年）
- 板橋マダムス（1998年）
- お水の花道 女30歳ガケップチ（1999年）★
- ナオミ（1999年）
- 小市民ケーン（1999年）
- OUT〜妻たちの犯罪〜（1999年）
- BRAND（2000年）★
- ショムニ2（2000年）
- 世にも奇妙な物語 2000年秋の特別編「よう、鈴木!」（2000年）
- やまとなでしこ（2000年）
- 恋とはどんなものかしら〜やまとなでしこ・ディレクターズカット〜（2001年）
- HERO（2001年）
- 新・お水の花道（2001年）
- さよなら、小津先生（2001年）★
- 空から降る一億の星（2002年）
- ショムニFINAL（2002年）
- ダブルスコア（2002年）★
- 東京ラブ・シネマ（2003年）★
- 僕と彼女と彼女の生きる道（2004年、関西テレビ）★
- えなりかずきの一休さん（2004年）
- 特別企画「9･11NYテロ真実の物語」（2004年）
- ナニワ金融道6（2005年）
- エンジン（2005年）
- スローダンス（2005年）
- 女の一代記最終夜・「杉村春子・悪女の一生」（2005年）
- トップキャスター（2006年）★
- 結婚披露宴～人生最悪の3時間～（2007年）★
- ママが料理をつくる理由（2007年）
- まるまるちびまる子ちゃん（2007年、ドラマ演出）
- まだ見ぬ父へ、母へ・魂で歌う青い海〜全盲のテノール歌手・新垣勉の軌跡（2007年）
- CHANGE（2008年）
- Room Of King（2008年）
- 不毛地帯（2009年 - 2010年）
- 月の恋人〜Moon Lovers〜（2010年）
- スクール!!（2011年）
- 故郷 〜娘の旅立ち〜（2011年）
- ラッキーセブン（2012年）
- PRICELESS〜あるわけねぇだろ、んなもん!〜（2012年）
- ラスト♡シンデレラ（2013年）
- 独身貴族（2013年）
- HERO2（2014年）
- ディア・シスター（2014年）
- 医師たちの恋愛事情（2015年）
- 5→9〜私に恋したお坊さん〜（2015年）★
- ラヴソング（2016年）
- Chef〜三ツ星の給食〜（2016年）★
- FNS27時間テレビ にほんのれきし「源氏さん!物語」（2017年）
- 黄昏流星群（2018年）★[5]
- 監察医 朝顔（2019年）★
- SUITS/スーツ2（2020年）★
- 監察医 朝顔2（2020年～2021年）★
- SUPER RICH（2021年）
- 監察医 朝顔2022　スペシャル（2022年）
- PICU 小児集中治療室（2022年）★
- この素晴らしき世界（2023年）★
- 監察医 朝顔2025新春スペシャル（2025年）
- 波うららかに、めおと日和（2025年）★

### 演出補
- ジュニア・愛の関係（1992年）
- チャンス!（1993年）
- 29歳のクリスマス（1994年）
- 時よ止まれ（1995年）
- 古畑任三郎（1996年）
- コーチ（1996年）

### 舞台
- 劇団プレステージ第20回本公演「お気に召すかな？」（2024年）− 脚本・演出